# 1е-Екслоермонд
1е-Екслоермонд (нід. 1e Exloërmond, нід. вимова: [ˈeːrstə ˈʔɛksloːərˌmɔnt]) — село в нідерландській провінції Дренте, назва якого буквально перекладається як Перший Екслоермонд. До 2009 року офіційною назвою була повна назва населеного пункту — нід. Eerste Exloërmond. Входить до муніципалітету Боргер-Одорн.
Його площа становить 11,62 км², а населення станом на 2021 рік складало 375 осіб.